# Déportivo
dēportivo est un groupe de rock indépendant français, originaire de Bois-d'Arcy, dans les Yvelines.
Le trio d'origine est composé de Jérôme Coudanne (chanteur-guitariste, parolier et compositeur du groupe), de Richard Magnac (bassiste) et de Julien Bonnet (batteur). Lors de la tournée de l'album Domino, le trio devient quatuor avec le renfort de Cedric Leroux à la guitare. Au retour de Déportivo en 2022, le Line Up se compose de Jérôme Coudanne au chant et guitare, de Julien Bonnet à la batterie, de Clément Fonio qui remplace Richard Magnac à la basse, de Cédric Leroux à la guitare et d'Alexandre Maillard aux claviers.

## Biographie

### Débuts(2003)
Les membres de Déportivo se sont rencontrés à Bois-d'Arcy, dans les Yvelines. Ils se passionnent pour la musique, en particulier pour le rock. Ils décident de monter un groupe, encouragés par les prestations scéniques des Wampas, de Noir Désir et de Sloy auxquels ils assistent.
La méthode de travail est simple, Jérôme Coudanne apporte ses compositions en répétitions pour que Julien Bonnet (batteur) et Richard Magnac (basse) y ajoutent leurs propres parties. Après deux années de répétitions dans les Studios ROCKSCÈNE, situé dans un hangar de la ville de Coignières, ils finissent par se forger un répertoire d'une quinzaine de morceaux et en avril 2003, ils décident d'envoyer leurs démos aux labels et aux salles de concerts. Rapidement, des maisons de disques les contactent.
À l'été 2003, le groupe joue au House of Live près des Champs-Élysées devant quasiment l'ensemble des représentants des plus grosses maisons de disques et tourneurs français. Les propositions de contrats pleuvent soudainement. Le groupe choisit finalement de signer avec Barclay Records et Le Village Vert. Après avoir débuté sur scène, ils sortent le maxi La Salade à l'automne 2003.

### Parmi eux(2004–2006)
Leur premier album Parmi eux enregistré au Black Box Studio par Arnaud Bascuñana sort le 4 mai 2004. C'est un succès scénique, le groupe commence sa tournée en jouant en première partie des Wampas et la finira 140 concerts plus tard. À Paris, ce sera complet à chaque fois, tant à la Cigale, qu'au Bataclan, en passant par les premières parties de Louise Attaque au Zénith de Paris et au Grand Rex. C'est un succès critique au travers de chroniques élogieuses telles que dans Les Inrockuptibles de mai 2004 : « Déportivo est la plus belle expérience sonique française qui nous ait été donnée de vivre depuis Noir Désir. » Puis un succès commercial avec environ 50 000 exemplaires vendus de Parmi eux.
Les titres 13 et 14 de Parmi eux, Au Plaisir et Wait A Little While (version débranchée) sont disponibles dans la version rééditée de 2005. Quatre titres supplémentaires sont disponibles sur l'édition limitée de 2004 :  Kaé Kaé, First, Sur le moment (acoustique), et Yards of blonde girls (reprise de Jeff Buckley).

### Déportivo(2007–2010)
Leur nouvel album est produit par Gordon Raphael (producteur des Strokes) et Yann Madec, il sort le 22 octobre 2007. La quatrième chanson de l'album, Les Bières aujourd'hui s'ouvrent manuellement est une reprise de Christophe Miossec. C'est Arnaud Samuel du groupe Louise Attaque qui y joue du violon. Le deuxième album est également disponible en édition limitée (CD + DVD) : extraits du premier album accompagné par quatre clips (Parmi eux, 1 000 moi-même, À l’avance et Paratonnerre) et d'une vidéo de vingt minutes des sessions d'enregistrement.
Cet album reçoit lui aussi un bon accueil critique au travers d'articles tels que celui paru dans Les Inrockuptibles : « furieux et habité, le deuxième album de Déportivo impressionne », et dans le Libération du 18 décembre 2007 : « Déportivo confirme les bonnes dispositions qu'on avait perçues lors de leur premier disque, Parmi eux. » Les salles sont pleines, le groupe joue notamment un concert mémorable sur la place Denfert-Rochereau à l'occasion de la fête de la musique le 21 juin 2008 devant plus de 20 000 personnes. L'album rentre directement dans le top 30 des ventes d'albums.
En 2008 il enregistre une reprise d'Alain Souchon La vie ne vaut rien avec Gaëtan Roussel disponible gratuitement.
En juin 2009, le trio propose un DVD live, intitulé En ouvrant la porte, en écoute gratuite.

### Ivres et débutants(2011–2012)
Le troisième album du groupe, produit par Mark Plati sort le 7 mars 2011,. Le premier single issu du disque s'intitule Ivres et débutants. Une tournée de plus de 70 dates accompagne la sortie de cet album, pour laquelle Philippe Almosnino des Wampas, Vincent David de Garbo et Cédric le Roux rejoindront le groupe sur scène.
Depuis décembre 2012, le groupe propose un DVD du concert du 14 décembre 2011 à l'Alhambra (Paris), en écoute gratuite.

### Domino(2013-2015)
Le quatrième album du groupe, intitulé Domino, est sorti le 14 octobre 2013. Il est le premier album du groupe produit de manière indépendante puisqu'ils ont quitté Barclay après Ivres et Débutants pour créer leur propre label, Titanic Records. L'album est bien accueilli par la critique. Entre autres critiques, Les Inrockuptibles annoncent ainsi « le retour du rock racé et cinglant de Déportivo [à travers] dix chansons incisives au charme parfois vénéneux. » Rock & Folk voit en Domino un « résultat superbe porté par une véritable osmose entre textes et musiques dans l'optique de véritables chansons. »

### Reptile (2025)
RETOUR FRAIS ET FULGURANT AVEC L'ALBUM REPTILE
Le 21 octobre 2024, Empreint de fraîcheur et d'une vitalité féroce, Reptile marque le retour fulgurant de Déportivo. Après 7 ans d'absence, on avait presque fini par se résigner à l'idée de ne plus jamais les revoir, mais en 2022, le groupe surprend son public en remontant sur scène. Depuis lors, ce retour a suscité un véritable enthousiasme parmi les fans, et Deportivo a enchaîné des concerts dans des salles mythiques, sans même avoir encore sorti de nouvel album : La Cigale en 2023, Le Trianon en 2024, et l'Olympia le 29 mars 2025, tous complets ! Ces concerts, loin de se laisser emporter par la nostalgie, témoignent de l'énergie intacte d'un groupe résolument tourné vers l'instant présent. Jérôme Coudanne explique: " Je crois que tout le monde se réunit aux concerts de Déportivo pour une sorte de célébration bordélique de la joie. Notre satisfaction réside désormais principalement dans le plaisir de nous retrouver et de voir le sourire des gens". 
DÉCLARATION D'INDÉPENDANCE
Entièrement financé par les précommandes des fans, Reptile poursuit l'indépendance amorcée avec le précédent album, en restant à l'écart des circuits traditionnels: sans maison de disque, sans distributeur physique, sans éditeur, ni subventions publiques. Ce choix reflète leur volonté de conserver un contrôle total sur leur musique et de sortir des morceaux a leur rythme. Toutefois, Jérôme Coudanne nuance : « L'indépendance totale n'existe pas vraiment, car on reste toujours lié à des facteurs extérieurs : les décisions des programmateurs, les stratégies des plateformes, les attentes du public...L'idée, c'est de continuer à publier de la musique à notre façon, tout en cherchant à limiter les intermédiaires entre nous et les amateurs du groupe. »
INTROSPECTIF ET EFFRÉNÉ
L'album explore des thèmes universels et intemporels : l'âge tendre, le destin, l'instinct et la fatalité. Avec un certain minimalisme musical et des textes percutants, Reptile traduit une tension constante entre le temps qui passe et l'urgence de vivre, entre mélancolie et euphorie. Chaque morceau capte une émotion précise, comme un instantané saisissant et brut.
CHANSONS DIRECTES, INSTINCTIVES ET SOPHISTIQUEES
Musicalement, Reptile s'inscrit dans une veine rock alternative avec l'amphétaminé "Fiasco" ou carrément grunge, avec le très nirvanesque "Reptile". L'album, varié, propose aussi des moments de calme, comme le très folk "l'aurais Du T'en Parler" ou l'inattendu et poignant "Trainards". La production du talentueux Clément Daquin est astucieuse et sophistiquée, offrant différentes textures, comme sur le très tubesque "(L)égo". Déportivo conserve ainsi son identité sonore tout en renouvelant son approche, restant soniquement pertinent et actuel. Avec Reptile, Déportivo livre un album intense, varié et toujours bien ancré dans l'urgence. Un retour sans compromis, qui reflète leur indépendance vis-à-vis des structures traditionnelles de l'industrie musicale, nous offrant une musique sincère et résolument actuelle.
CHANSON PAR CHANSON
1. REPTILE  "Reptile est la seule chanson de l'album dont la musique n'a pas été composée par Jérôme Coudanne, mais par Cédric Le Roux, guitariste du groupe depuis 2010. Elle évoque l'instinct et la fantaisie de l'âge tendre."
2. (L)ÉGO  (L)égo est la chanson la plus pop de l'album. Elle aurait très bien pu figurer dans un album de Navarre, projet solo de Jérôme Coudanne. Elle a été écrite comme un encouragement pour tous les enfants qui se sentent déstabilisés ou humiliés par le sentiment d'échec.
3. RÉVOLUTION BENCO   Revolution Benco est la première chanson composée pour cet album. Elle a été pensée comme un single unique en 2022. Elle évoque à nouveau un jeune garçon de 12-13 ans qui commence à ressentir un sentiment de colère prononcé pour la première fois et qui, dès le saut du lit, "fomente des révolutions dans son Benco".
4. FIASCO  Fiasco est la toute dernière chanson composée pour l'album. À travers la phrase répétée "nous n'avons plus rien n'a nous dire, c'est un fiasco", Jérôme Coudanne semble évoquer toute à la fois une fin de relation ou la difficulté à communiquer dans le monde moderne. Le morceau se clôt sur le mantra "L'ennui finira par nous manquer" qui lui, semble mettre en avant un trop plein de communication biaisée. C'est une chanson qui évoque le désenchantement et le trop plein.
5. J'AURAIS DÛ T'EN PARLER  Un aveu tardif, brut et poétique sur des blessures profondes, souvent tues. Les conflits intimes croisent les violences systémiques, entre rage et tendresse.C’est une confession sur l’amour, la fuite, et les choses que l'on tait
6. ALLOUÉS  Alloués évoque la lutte contre l'enfermement du destin pré-écrit, celui de la classe sociale. Les paroles parlent de la frustration face à un ordre imposé et à des rêves ajournés, laissant peu de place à l’espoir de changement. C’est une critique du poids des attentes sociales et des chemins tracés d'avance.
7. RUBIKSCUBE  Entre mélancolie et combativité, ce morceau synthétise à lui seul l'indentité de déportivo.  Rubikscube évoque la jeunesse, l'insouciance et la quête d'identité. Les images de "poumons noirs, verts de rage" et "vive allure, décapotable" illustrent un désir de vivre intensément.
8. TRAÎNARDS  Trainards évoque l’idée que la chance, qu’elle soit liée au statut social ou aux circonstances de la vie, joue un rôle déterminant dans l’accomplissement personnel. La phrase "tous plus ou moins veinards, aux arrivées, aux départs" suggère que la réussite dépend en grande partie de facteurs extérieurs, comme la chance ou le contexte social.
9. PERDU !  Perdu est une chanson à double lecture, oscillant entre l’élan combatif et le désespoir. Selon l’interprétation de la phrase "Perdu ! Nous n’en reviendrons pas vaincus !" ou "Perdus, nous n’en reviendrons pas, vaincus", elle peut exprimer soit une résistance face à l’adversité, soit une résignation totale.
10. AVIDE   Cette chanson évoque avec douceur, un saut dans le vide, l’aspiration à une liberté totale, une quête risquée et effrénée de sensations et de vérité.

## Influences et thèmes
Celles-ci vont de Miossec à The Clash en passant par le Velvet Underground, Mano Negra, Louise attaque, Sloy, Les Thugs, Manu Chao, Pixies, Jeff Buckley, Nirvana, The Doors et Noir Désir.
Les thèmes abordés dans les textes du groupe semblent être ouvert à l'interprétation de chacun. Ce qui permet plusieurs lectures. L'album Parmi eux aborde la lassitude (chanson La salade), la naïveté adolescente (Alambiqué), la mort (À l'avance), l'anorexie (Paratonnerre), le tout mâtiné d'humour et qui se manifeste par des phrases imagées, créant un décalage avec le thème. Sur le deuxième album, Déportivo, les thèmes abordés sont plus liés à l'ivresse et à la reconnaissance inattendue comme dans La Brise, En ouvrant la porte ou encore I Might Be Late. Cet album parle aussi de l'incompréhension comme sur Exorde barraté et des relations de couples difficiles comme sur la reprise du morceau de Miossec Les bières aujourd'hui s'ouvrent manuellement.

## Accueil
Le groupe cité par le magazine Les Inrockuptibles en fera la couverture en compagnie du groupe Luke en novembre 2005. Déportivo sera aussi en couverture du magazine Rock Sound en juillet 2005 ainsi que celle du magazine Guitar Part en 2007.
Le groupe obtient aussi la reconnaissance de ses pairs. Serge Teyssot-Gay, guitariste du groupe Noir désir a reconnu, lors d'une interview accordée au magazine Rolling Stone en février 2005, être « sensible à la musique de Déportivo. » Le groupe Dionysos les invite à reprendre un de leurs titres (Neige, ici reprise sous le titre Little Mama) sur leur disque Les Métamorphoses de Mister Chat en 2006. Dans une interview donnée à Rock & Folk en 2008, Alain Bashung dit avoir « apprécié le premier album de Déportivo. » Gaëtan Roussel du groupe Louise Attaque loue les talents du groupe lors de l'émission télévisée Taratata en avril 2008. Miossec leur dédicace le morceau Les Bières… lors de son concert à La Cigale de Paris en 2007, et il dédie ce même morceau à Jérôme lors de son concert au Trianon le 14 novembre 2014.
Pour leur tournée Ivres et débutants en 2011, Philippe Almosnino des Wampas les accompagne à la guitare.

## Membres
- Jérôme Coudanne - chant, guitare (auteur-compositeur)
- Richard Magnac - basse, chœurs (2000 - 2022)
- Julien Bonnet - batterie, chœurs
- Cédric Le Roux - Guitare
- Clément Fonio - Basse (en concert)
- Alexandre Maillard - Claviers et guitare (en concert)

## En dehors de Déportivo
En 2016, le chanteur, Jérôme Coudanne crée NAVARRE et sort un premier album le 7 avril 2017, intitulé Eurotrash Summer.
En 2019, Jérôme Coudanne s'associe à Robin Feix (bassiste de Louise Attaque), au sein du groupe VERTIGE. Ils sortent un album intitulé Populaire, le 11 septembre 2020.